# Grizzled Squirrel Wildlife Sanctuary
Grizzled Squirrel Wildlife Sanctuary är ett viltreservat i Indien.   Det ligger i delstaten Kerala, i den södra delen av landet, 2 100 km söder om huvudstaden New Delhi.